# Psychologische roman

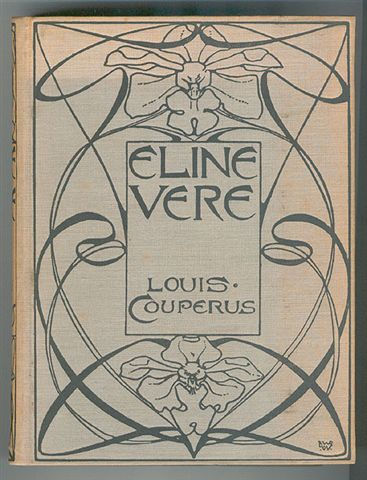
Eline Vere van Louis Couperus, P.N. van Kampen & Zoon (1898)

Een psychologische roman, ook wel psychologisch realistische roman genoemd, is een literair genre waarin de nadruk wordt gelegd op het innerlijk van de karakters, hun motieven, de omstandigheden en de innerlijke handelingen en gedachten, kortom de psychologie achter het verhaal.
De roman geeft niet alleen de verhaallijnen weer, maar gaat dieper in op de vraag waarom en waarvoor de gebeurtenissen tot stand komen. In de manier van schrijven zijn de personages, hun karaktervorming en hun gedachtegangen van de personages belangrijker dan bij andere romans. Een psychologische roman kan ook een "roman van het innerlijk" worden genoemd.
Het literaire genre onderscheidt zich van het realisme door een andersoortig taalgebruik, waarbij het innerlijk, de psyche, zo realistisch mogelijk wordt gepresenteerd. De karakterschetsen en de drijfveren van de personages vormen het onderwerp, de actie die daaruit volgt is van ondergeschikt belang.
Aan de basis van de stroming stond de Russische toneelschrijver Anton Tsjechov. De eerste realisten in de Nederlandse letterkunde verschenen midden 19e eeuw, onder wie Nicolaas Beets en Conrad Busken Huet. Het hoogtepunt van de stroming lag rond 1900. Vrij snel ontwikkelde het Nederlandse realisme zich echter tot het naturalisme.
Belangrijke latere vertegenwoordigers waren Ina Boudier-Bakker en Louis Couperus, wiens Eline Vere en vooral Psyche vaak als typische voorbeelden worden genoemd. In de tweede helft van de 20e eeuw werd de stroming nieuw leven ingeblazen.